# Ecnomus totiio
Ecnomus totiio is een schietmot uit de familie Ecnomidae. De soort komt voor in het Oriëntaals gebied.